# Dysdera brignoliana
Dysdera brignoliana är en spindelart som beskrevs av Gasparo 2000. Dysdera brignoliana ingår i släktet Dysdera och familjen ringögonspindlar.
Artens utbredningsområde är Italien. Inga underarter finns listade i Catalogue of Life.